# Khilkotoï
Le Khilkotoï (en russe : Хилкотoй) est une rivière de Russie qui coule dans le kraï de Transbaïkalie en Sibérie orientale. C'est un affluent de la Katantsa en rive droite, donc un sous-affluent de l'Ienisseï par la Katantsa, le Tchikoï, la Selenga, le lac Baïkal et enfin l'Angara.

## Géographie
Le bassin versant du Khilkotoï a une superficie de 1 140 km2 (surface de taille comparable à celle du département français du Val-d'Oise, ou encore, un peu supérieure à celle de la province de Brabant wallon en Belgique. Son débit moyen à l'embouchure est de 10,9 m3/s. 
Le Khilkotoï prend sa source dans les monts Iablonovy, dans le kraï de Transbaïkalie. Le cours de la rivière est globalement orienté de l'est vers l'ouest. Après un parcours de quelque 70 kilomètres, il se jette dans la Katantsa en rive droite, au niveau de la petite localité de Khilkotoï.
Le Khilkotoï est habituellement pris par les glaces durant la première quinzaine de novembre. Il reste gelé jusqu'à la fin du mois d'avril ou au début du mois de mai.

## Hydrométrie - Les débits mensuels à Khilkotoï
Le débit du Khilkotoï a été observé pendant 39 ans (durant la période 1953-1991) à la station de Khilkotoï située à 2,7 km de son confluent avec la Katantsa et à une altitude de 691 mètres. 
Le débit inter annuel moyen ou module observé à Khilkotoï durant cette période était de 10,9 m3/s pour une surface drainée incluse dans l'observation de 1 140 km2, soit la totalité du bassin versant de la rivière. La lame d'eau écoulée dans ce bassin atteint ainsi le chiffre de 301 millimètres par an, ce qui peut être considéré comme élevé. 
Cours d'eau alimenté par la fonte des neiges, ainsi que par les pluies de la saison estivale, le Khilkotoï a un régime nivo-pluvial. 
Les hautes eaux se déroulent au printemps et en été, de mai à septembre, avec un sommet en mai, lequel correspond au dégel et à la fonte des neiges. En juin, le débit recule, mais pour remonter en juillet-août ; il reste ainsi très soutenu tout au long de l'été, jusqu'au début de l'automne, suivant en cela le rythme saisonnier des précipitations dans la région. Au mois d'octobre puis de novembre, le débit de la rivière chute fortement, ce qui constitue le début de la période des basses eaux. Celle-ci a lieu de la mi-novembre à début avril. 
Le débit moyen mensuel observé en mars (minimum d'étiage) est de 0,35 m3/s, soit à peine 1,4 % du débit moyen du mois de mai (25,2 m3/s), ce qui souligne l'amplitude très élevée des variations saisonnières, même dans le contexte sibérien qui connaît généralement des écarts saisonniers très importants. Ces écarts de débit mensuel peuvent être plus marqués encore d'après les années : sur la durée d'observation de 39 ans, le débit mensuel minimal a été de 0,00 m3/s à plusieurs reprises en février-mars (arrêt de tout écoulement), tandis que le débit mensuel maximal s'élevait à 64,4 m3/s en juillet 1973.